# Ecpetala indentata
Ecpetala indentata är en fjärilsart som beskrevs av W. Warren 1902. Ecpetala indentata ingår i släktet Ecpetala och familjen mätare. Inga underarter finns listade i Catalogue of Life.